# Lehe (Dithmarschen)
Lehe település Németországban, Schleswig-Holstein tartományban. Lakosainak száma 1063 fő (2023. december 31.).

## Népesség
A település népességének változása:
| Lakosok száma | 1078 | 1063 | 1093 | 1100 | 1082 | 1079 | 1063 |
|               | 1975 | 2014 | 2017 | 2019 | 2021 | 2022 | 2023 |